# Daniel Berset
Daniel Berset, né à Bienne en 1953, est un artiste suisse d'origine fribourgeoise, qui se dédie principalement à la sculpture.

## Parcours professionnel
En 1975, Daniel Berset suit les cours de dessin à l'École des arts décoratifs de Genève.
De 1979 à 1983, il obtient le bachelor de l'École des Beaux-Arts de Londres, Middlesex Polytechnic.
1982 constituera une année charnière, car il découvre l'anamorphose en trois dimensions lors de premières études sur l’ombre et la lumière.
De 1984 à 1985 il retourne à Genève à l'École supérieure d'art visuel et séjourne à ce jour dans cette ville.
Il a vécu et travaillé en Espagne, en France et en Australie, a exposé dans de nombreux pays européens et a participé à plus de 60 expositions collectives en Suisse et à l'étranger  .

## Démarche artistique
Le thème principal de ses créations aborde la symbolique liée à la chaise, ou plutôt à la déformation de ce symbole en détournant ses aspects autant utilitaires et fonctionnels que son image traditionnelle de stabilité 
La chaise revêt alors une dimension descriptive ; un support pour décrire les hommes.
C'est surtout les collaborations de Daniel Berset dans le cadre du mouvement contre les mines antipersonnel qui lui vaudront une reconnaissance mondiale. 
Outre Broken Chair, Daniel Berset, lors de la deuxième réunion annuelle des États parties à la Convention sur l'interdiction des mines antipersonnel au palais de l'ONU à Genève du 11 au 15 septembre 2000, a matérialisé le nombre exact de victimes (une toutes les vingt minutes ) pendant la durée de la conférence en déposant sur le Quai Wilson de Genève, une chaise rouge toutes les vingt minutes (de formes et d'état divers), formant ainsi une ligne de 430 mètres constituée de 279 chaises

## Distinctions
1994: Prix de la fondation du jubilé de l'Union de Banques Suisses
1990 : Prix culturel de la Placette, exposition au Halle Sud, Genève / Bourse fédérale des beaux-arts, Montreux      
1989: Bourse de la Fondation Irène Reymond, Lausanne
1987: Bourses de la Fondation Simón Iturri Patiño, Genève
1985: Bourse fédérale des beaux-arts, Lugano 

## Expositions
| 2015 | Genève, « Œuvres 1983-2000 » Galerie Anton Meier. |
| 2012 | Genève, « Visages » Galerie Anton Meier. |
| 2009 | Genève, « S’assoir c’est déjà chercher la paix » Galerie Anton Meier. |
| 2000 | Genève, « Intérieurs » Galerie Blancpain Stepczynski Bouvier. Genève, « Ligne rouge » Installation-performance sur le quai Wilson lors de la deuxième réunion annuelle des États membres de la Convention d'interdiction des mines antipersonnel. Cat. |
| 1997 | Genève, « Regard » Musée d'Art et d'Histoire Genève, « Broken Chair » Place des Nations unies. Campagne internationale contre les mines antipersonnel                                                                                                  |
| 1996 | Genève, Movid A R T |
| 1994 | Bienne, Centre Pasquart. |
| 1993 | Neuchâtel, Galerie MDJ Genève, Galerie In-Vitro |
| 1991 | Genève, « Les Assis » Galerie Eric Franck |
| 1990 | Genève, « D. B. Prix culturel Placette » Halle Sud. |
| 1988 | Genève, « D. B. à la classe des Beaux-Arts » Palais de l'Athénée. |
| 1986 | Genève, « In Between » Galerie Eric Franck Genève, Palais de l'Athénée |